# Jalen Blackmon
Jalen Blackmon (Fort Wayne, 7 september 2002) is een Amerikaans basketballer.

## Carrière
Blackmon speelde collegebasketbal voor de Grand Canyon Antelopes in het seizoen 2021/22. Hierna speelde hij twee seizoenen voor de Stetson Hatters waar hij samen speelde met Aubin Gateretse en Stephan Swenson. Hij speelde een laatste seizoen collegebasketbal voor de Miami Hurricanes. In de NBA draft van 2025 werd hij niet gekozen. Hij tekende zijn eerste profcontract bij de Belgische eersteklasser Limburg United.

## Privéleven
Zijn vader James Blackmon Sr. was een basketballer en basketbalcoach. Zijn broer James Blackmon Jr. is ook een basketballer.